# Devengo
En economía y contabilidad, el devengo es el principio por el cual todo ingreso o gasto nace en la etapa de compromiso, considerándose en este momento ya como incremento o decremento patrimonial a efectos contables y económicos. Es un derecho ganado que todavía no se ha cobrado o una obligación contraída que todavía no se ha pagado.
El principio del devengo establece el criterio de imputación temporal de ingresos y gastos en función de la corriente real de bienes y servicios, en vez de hacerlo atendiendo a las corrientes monetarias que se produzcan. La aplicación del principio del devengo a la contabilidad proporciona una información más fiable y relevante que el principio de caja. Este criterio es uno de los Principios de Contabilidad Generalmente Aceptados a nivel internacional.
Reconocer las operaciones bajo este criterio implica que la operación se debe registrar en el momento en que ocurre el hecho económico que la genera, con independencia de si fue contratado, facturado, pagado o cobrado, o de su formalización mediante un contrato, factura o cualquier otro documento.
En España, el Plan General de Contabilidad establece el devengo como uno de los principios obligatorios en el registro contable de ingresos y gastos, estableciéndolo de la siguiente manera:

La imputación de ingresos y gastos deberá hacerse en función de la corriente real de bienes y servicios que los mismos representan y con independencia del momento en que se produzca la corriente monetaria o financiera derivada de ellos.

El gasto devengado implica:
- Una modificación cualitativa y cuantitativa en la composición del patrimonio de la respectiva jurisdicción o entidad, originada por transacciones con incidencia económica y financiera en el ejercicio.
- El surgimiento de una obligación de pago por la recepción de conformidad de bienes o servicios oportunamente contratados por haberse cumplido los requisitos administrativos dispuestos para los casos de gastos sin contraprestación.
- La liquidación del gasto y la simultánea emisión de la respectiva orden de pago del cumplimiento de los previstos anteriormente.
- La afectación definitiva de los créditos presupuestarios asignados correspondientes.

## El devengo en el Derecho tributario
En el Derecho tributario, el devengo de un impuesto expresa el momento en que se entiende realizado el hecho imponible y el momento en el que nace la obligación tributaria aunque esta no sea aun exigible. El momento del devengo marca los elementos de hecho relevantes para la aplicación del tributo, así como la legislación aplicable a la determinación de la deuda tributaria

## Ejemplos

### Ejemplo
Dentro de la contabilidad, que tiene en cuenta el principio de lo devengado, es importante el tiempo, ya que siempre que se analizan situaciones la línea del tiempo colabora en la comprensión del tema.
Si una empresa contrata un empleado que trabaja durante un mes (por ejemplo, enero) y le paga el sueldo los primeros días de febrero, el gasto se debe reconocer como un resultado del mes en que el trabajo se devenga, es decir enero, sin importar si se pagó o no. Es decir, se registrará el gasto asignado a comercialización o administración del sueldo y registrar la deuda pendiente de pago. Los primeros días del mes siguiente, en el momento del pago, se da de baja el pasivo y la disminución de la caja o el banco, según corresponda

### Ejemplo 2
Imaginemos que se trata de un servicio prestado en el ejercicio 2009, en concreto si compramos tres libras de cadera, en el mes de diciembre (al cierre de dicho mes se culminó el servicio, no habiéndose producido con anterioridad ningún otro supuesto que motive la emisión del comprobante de pago). Ahora bien, la empresa lo registró contablemente en el mes de enero de 2010, toda vez que la factura o el comprobante de pago fue emitido también en enero de 2010. En este escenario, ¿afronta alguna contingencia la empresa usuaria del servicio?. Al parecer, sí. Ello, por cuanto el gasto, al corresponder al mes de diciembre de 2009, debió registrarse en dicho mes (diciembre). Adicionalmente a ello, cabe afirmar que la empresa tampoco podrá deducir dicho gasto en el ejercicio 2010, toda vez que el gasto era conocido previa y oportunamente por la empresa usuaria y además habrá de tomar en cuenta que la fecha de emisión del comprobante de pago ha sido emitido con fecha enero del ejercicio 2010 y no por el mes de diciembre del ejercicio 2009, podemos advertir lo contraproducente, fiscalmente hablando para una empresa que esta reciba un comprobante de pago en el cual se consigne una fecha de emisión que, en rigor, de cómo la introduce, se ajuste a la oportunidad prevista por la normativa específica (RCP) y que por ende no permita la sustentación del gasto respectivo, situación que exige a las empresas redoblar sus esfuerzos de solicitar a los proveedores la emisión de los comprobantes de pago de acuerdo a la normatividad vigente (RCP) y al final de cuentas estar supeditados a la decisión que tome el aludido proveedor.

### Ejemplo 3
La venta, como hecho generador, se registra en el momento de la facturación, sin considerar si se ha cobrado o no.

### Ejemplo 4
Alquileres pagados por adelantado, es cuando una persona necesita alquilar un inmueble para desarrollar su actividad; al momento del pago realiza el registro correspondiente al alquiler pagado reflejando el derecho de uso que se devengará a los treinta días una vez que transcurre el plazo de uso del inmueble, registrando el gasto correspondiente al área asignada.
Contrariamente existen alquileres cobrados por adelantado, donde disponemos de inmuebles para renta, de igual manera se registrará la obligación de prestar en uso el inmueble por el tiempo abonado y luego se devengará reflejando el ingreso por el tiempo transcurrido.

## Postulado básico
Es el cuarto postulado básico de la NIF (Norma de Información Financiera) A-2 que debe tener la contabilidad.

Los efectos derivados de las transacciones que lleva a cabo una entidad económica con otras entidades, y las transformaciones internas incluyendo de otros eventos, que la han afectado económicamente, deben reconocerse contablemente en su totalidad, en el momento en el que ocurren, independientemente de la fecha en que se consideren realizados para fines contables.

### Transacciones
Son las operaciones que realiza una entidad con una o varias entidades más, en la que se pretende obtener un beneficio económico.

Una transacción es un tipo particular de evento en el que media la transferencia de un beneficio económico entre dos o más entidades. La transacción puede ser recíproca cuando cada entidad recibe y transfiere recursos económicos, o no recíproca, cuando solo una de las entidades recibe recursos económicos y otra transfiere dichos recursos; por ejemplo, en el caso de donaciones o contribuciones otorgadas o recibidas. Las transacciones se reconocen contablemente cuando en un acuerdo de voluntades se adquiere un derecho por una de las partes involucrada en dicha transacción y surge una obligación para la otra parte involucrada, independientemente de cuando se realicen. Por ejemplo, cuando se ha entregado o recibido la mercancía, ya sea en el lugar de destino o en el de embarque, según se haya pactado; cuando se ha otorgado o recibido el servicio; cuando se han efectuado traslaciones de dominio o adquisiciones de activos a través de un contrato de arrendamiento financiero, entre otros.

### Transformaciones internas
Son los cambios que, derivados de las decisiones internas modifican la forma de obtener lo recursos mismos de la entidad.

Las transformaciones internas son cambios en la estructura financiera de la entidad, a consecuencia de decisiones internas, los cuales le ocasionan efectos económicos que modifican sus recursos o sus fuentes. Las transformaciones internas se reconocen contablemente en el momento en que modifican la estructura de sus recursos y sus fuentes. Por ejemplo, la transformación de materia prima en producción en proceso y de ese estado a producto terminado, o el abandono de una planta o de una porción de la misma, entre otros.

### Otros eventos
Son los eventos internos y externos que no son decididos dentro de y por una entidad que en cierto modo se encuentran parcial o totalmente fuera de control de la misma y una vez que estos suceden la afectan económicamente

Los eventos son sucesos de consecuencia que afectan económicamente a la entidad misma, los cuales son ajenos a las decisiones de la administración de la entidad y están parcial o totalmente fuera de su control. Los eventos que se derivan de la interacción entre una entidad y su medio ambiente se denominan eventos externos, en tanto que los eventos que ocurren dentro de la entidad y que están fuera de su control se denominan eventos internos. 
 Ejemplos de situaciones que quedan comprendidas como eventos, son: las fluctuaciones en el valor de una moneda extranjera; los cambios en el poder adquisitivo de la moneda; los efectos de una huelga general, una inundación o un terremoto; el cierre de la frontera para un artículo que se importaba; la quiebra o suspensión de pagos decretados para un cliente de la entidad; los cambios que tiene el mercado a consecuencia de las mejoras tecnológicas de los competidores; la modificación a las tasas impositivas, la falla mecánica de un bien o la baja del valor de un bien por inservible, obsoleto o dañado, entre otros. 
 Dada la necesidad de reconocer contablemente ese tipo de eventos, estos se consideran devengados cuando se conocen, considerando para tal efecto su naturaleza y la posibilidad de ser cuantificados razonablemente en términos monetarios. Sin embargo, no es factible establecer normas en detalle acerca de cuando un evento se debe reconocer contablemente, debido a su variedad y a que es difícil o casi imposible anticipar específicamente cuándo ocurrirá el evento o las situaciones que lo causaron.

### En su totalidad
El sistema de información contable debe incorporar, sin excepción, todos los efectos de las transacciones, transformaciones internas y otros eventos, que afectan económicamente a la entidad. Esto permite reunir un conocimiento suficiente y cabal de los hechos acaecidos en una entidad, que posteriormente servirán de base para informar sus aspectos relevantes en los estados financieros. Una vez que todos los efectos han sido incorporados al sistema de información contable, la elaboración de información financiera como un producto derivado de dicho sistema, debe atender al cumplimiento de los objetivos de los estados financieros establecidos por la NIF A-3, así como a los requisitos de calidad contenidos en la NIF A-4.

### Momento en el que ocurren
La contabilidad sobre una base de devengación (también llamada «contabilidad sobre una base acumulada» o «contabilidad sobre una base de acumulación») no solo capta transacciones, transformaciones internas y eventos pasados que representaron cobros o pagos de efectivo, sino también, obligaciones de pago en el futuro y recursos que representan efectivo a cobrar en el futuro. Las normas particulares determinan cuándo y bajo qué circunstancias serán objeto de reconocimiento contable.